# マルティン・マルハロ
マルティン・マルハロ（Martín Malharro、1865年8月25日 - 1911年8月17日）はアルゼンチンの画家である。風景画を描いた。フランスで修行し、アルゼンチンにフランスの印象派のスタイルの絵画を最初に紹介した画家の一人とされている。

## 略歴
ブエノスアイレス州ので生まれた。1879年にブエノスアイレスに移って、働き始め、1885年に出版社を経営するロベルト・パイロ(Roberto Payró)と知り合い、新聞「 La Nación 」の イラストレーターとして雇われ、美術学校で学ぶことを勧められた。 美術振興協会(Asociación Estímulo de Bellas Artes)の絵画学校に入学し、イタリア生まれのフランシスコ・ロメロ(Francisco Romero)やアンヘル・デラ・ヴァッレ、レイナルド・ジュディチといった画家に学んだ。1887年には政治家のJosé María Ramos Mejíaに牧場に招かれ風景画を描くようになった。
1894年にはアルゼンチン南端のティエラ・デル・フエゴ州を旅した。1894年に展覧会で入賞し、翌年からパリに留学することができた。パリではアルゼンチン生まれの彫刻家ロヘリオ・イルティア(Rogelio Yrurtia: 1879-1950)と友人になった。パリでは、カミーユ・ピサロやクロード・モネ、オーギュスト・ルノワールといった画家や、バルビゾン派、印象派の画家たちの作品を研究した。
1901年にブエノスアイレスに戻ると、翌年ブエノスアイレスの画廊で展覧会を開いた。ネクサス・グループとして知られているフェルナンド・ファデル(Fernando Fader: 1882–1935) やセサレオ・ベルナルド・デ・キロス(Cesáreo Bernaldo de Quirós: 1879-1968)、ラモン・シルバ(1890-1919) といった若い画家たちを指導した。
1911年にブエノスアイレスで亡くなった。

## 作品

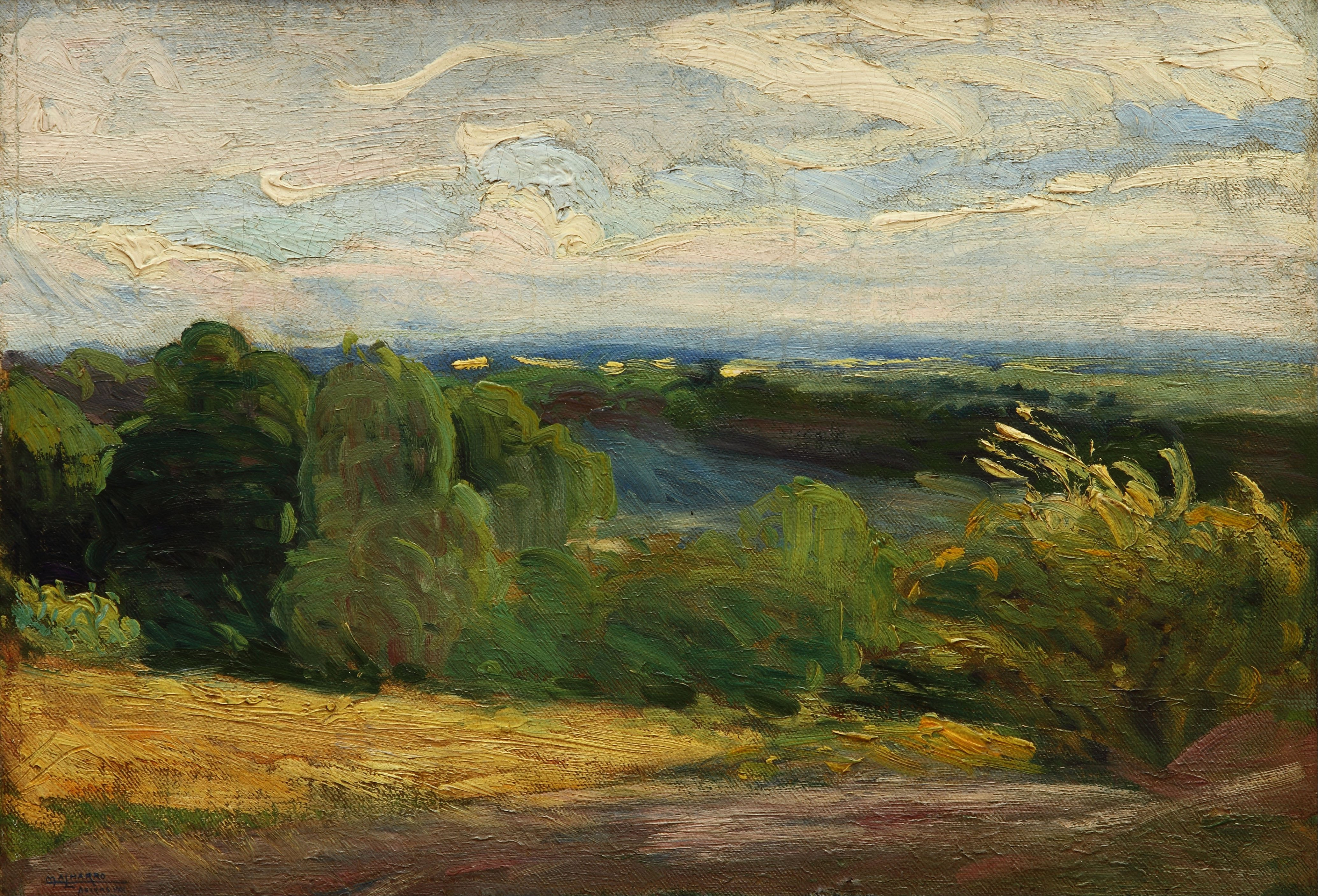
手つかずの自然の風景(1901) アルゼンチン国立美術館
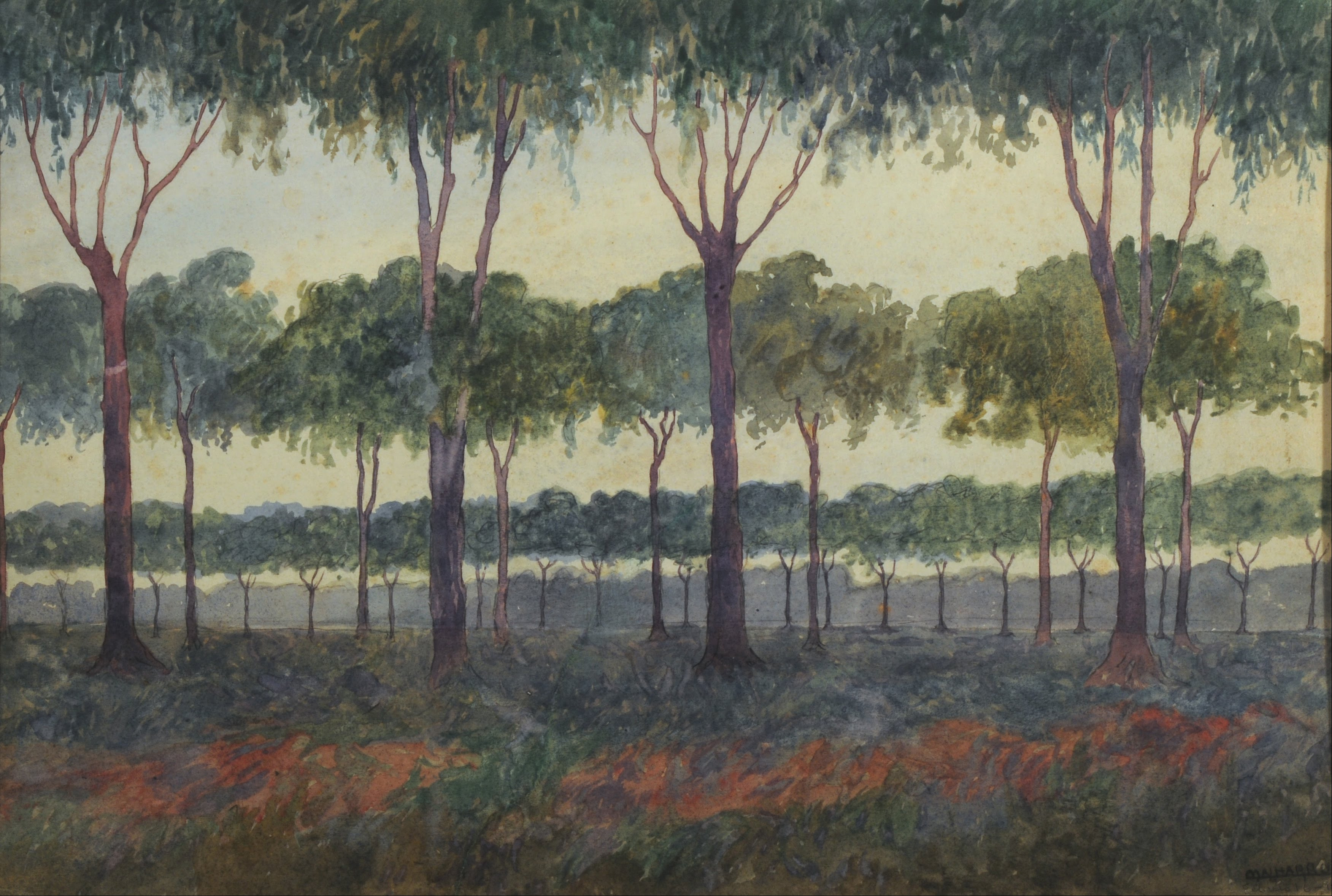
木立 アルゼンチン国立美術館
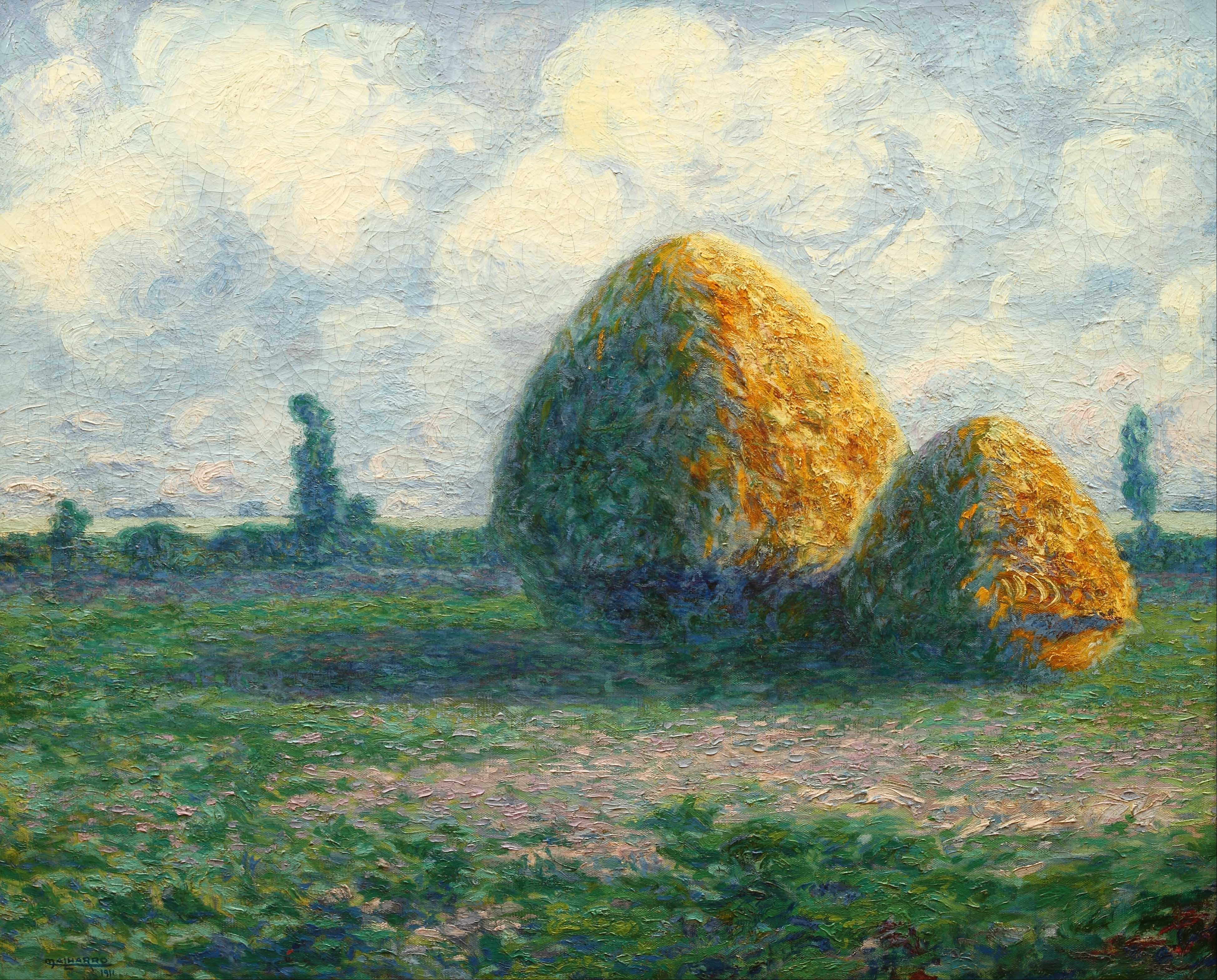
収穫された穀物(Las parvas) アルゼンチン国立美術館

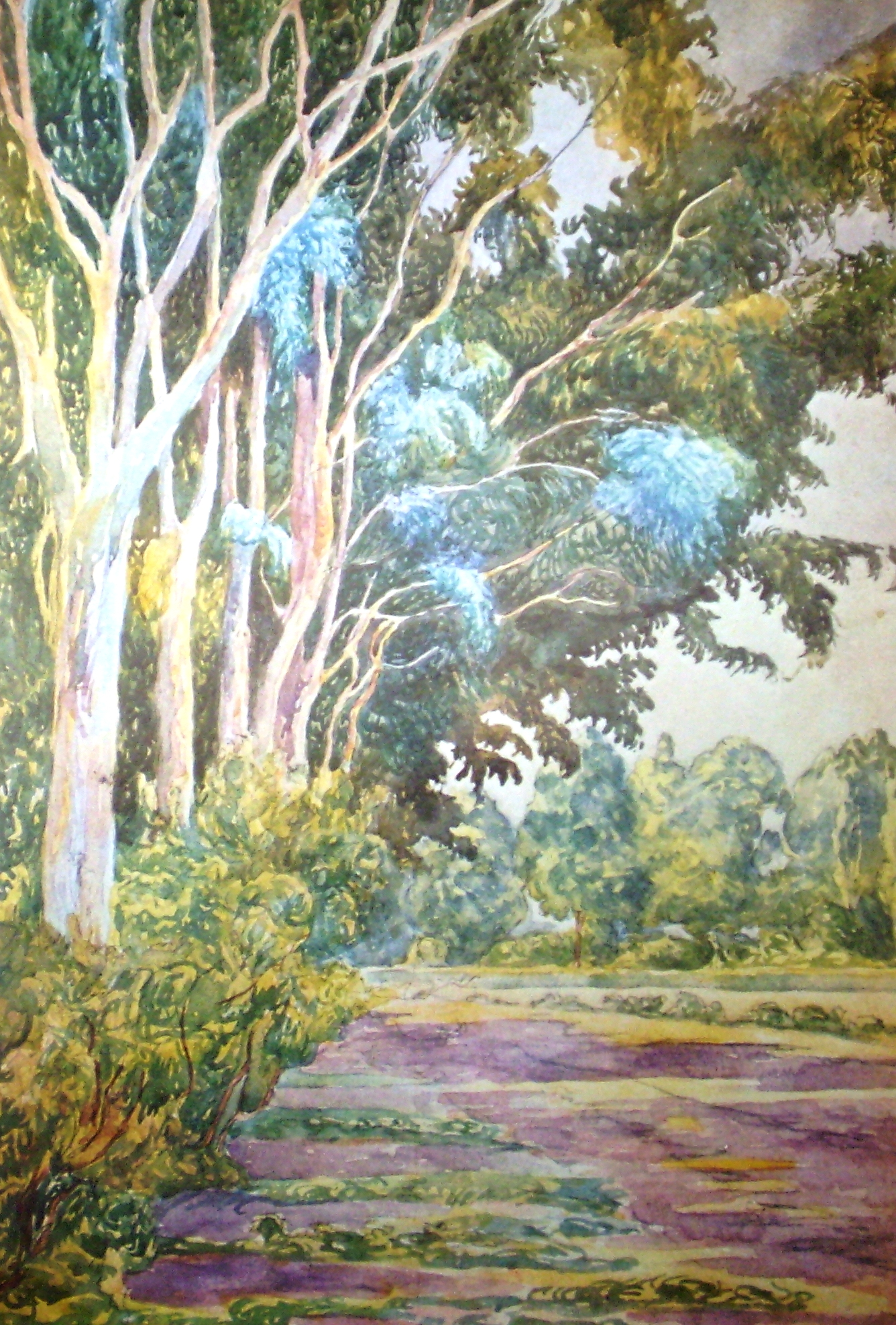
水彩による風景画 アルゼンチン国立美術館
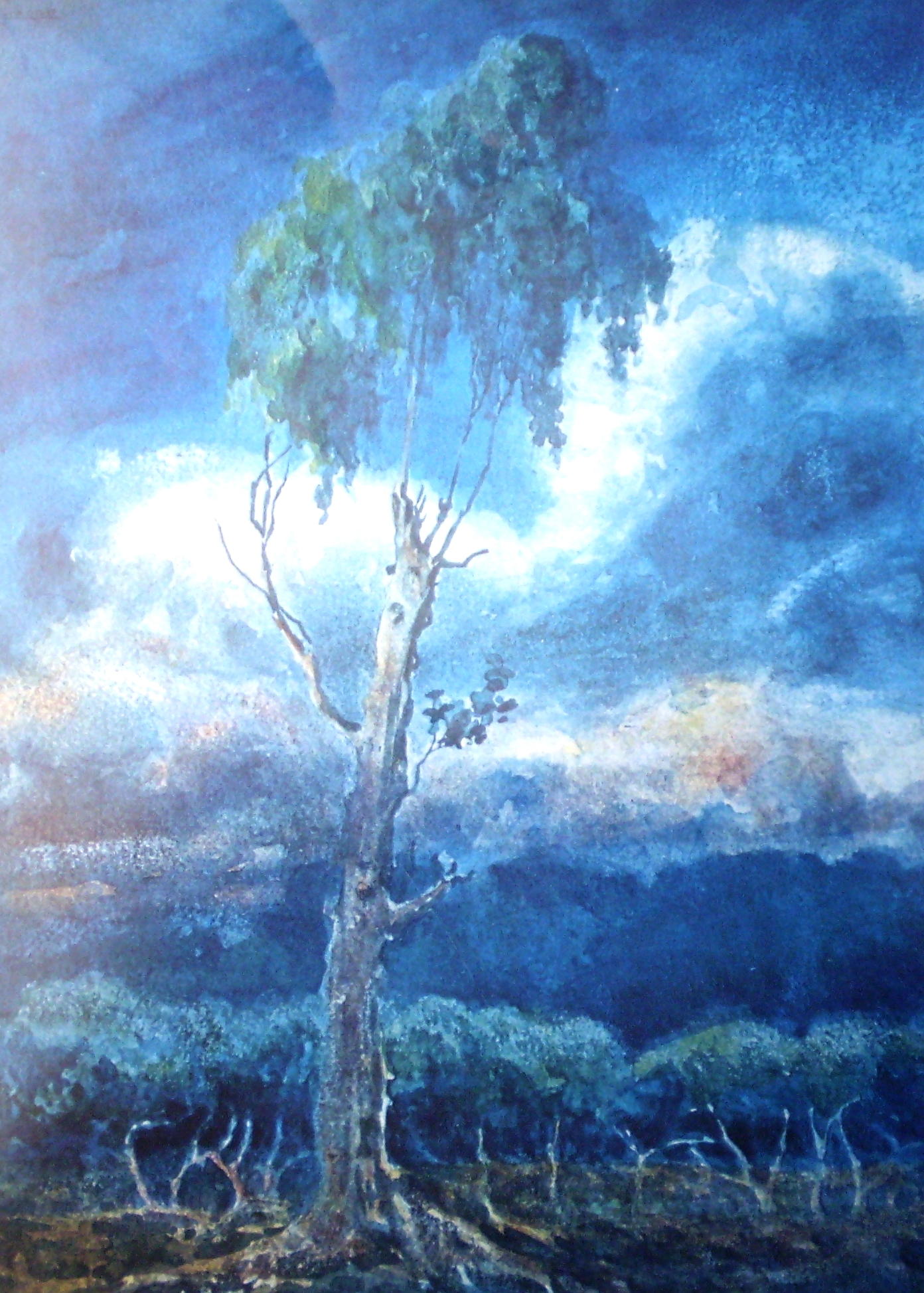
ベルグラーノの風景(油彩) アルゼンチン国立美術館